# 파이드로스

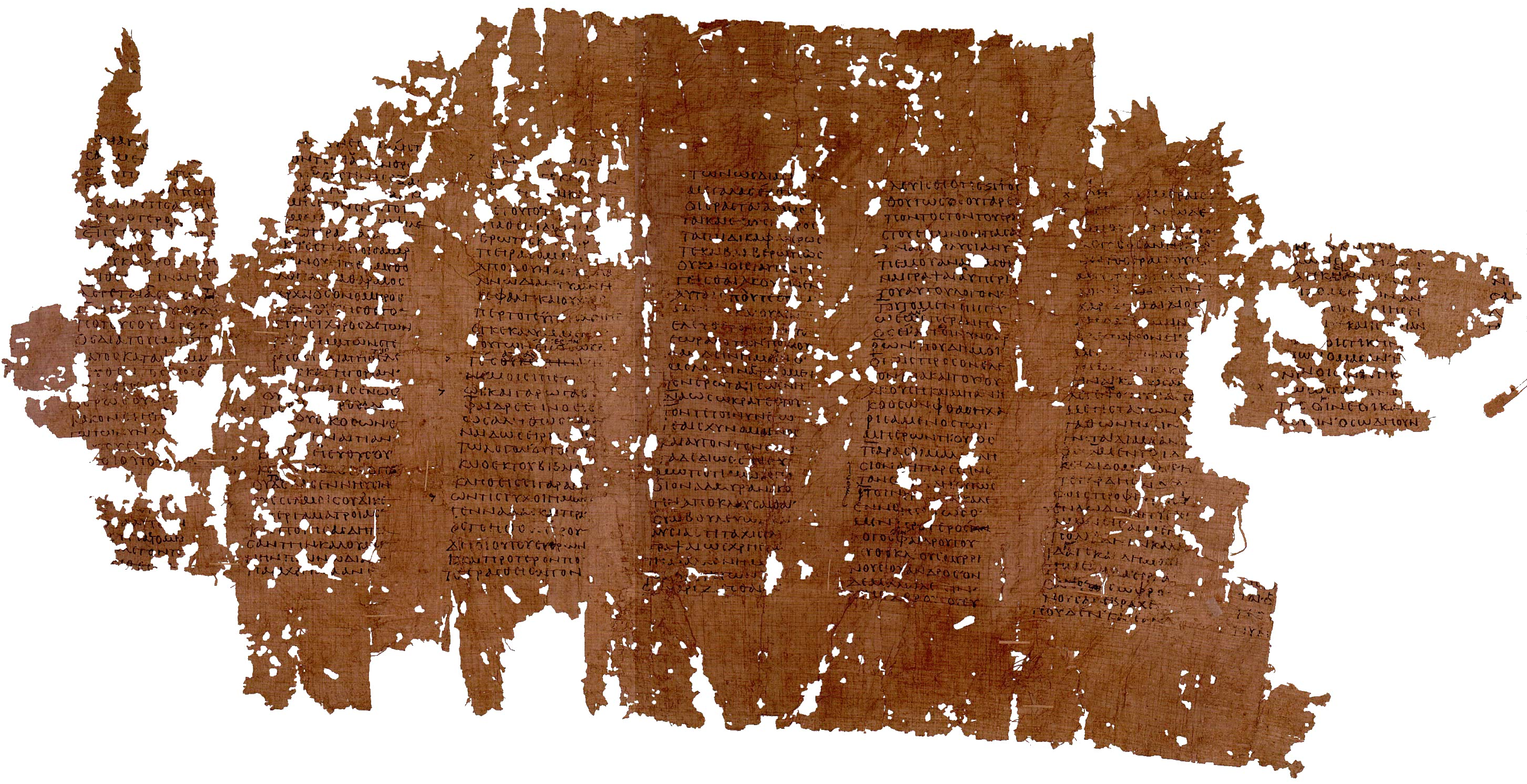

파이드로스(고대 그리스어: Φαῖδρος, 영어: Phaedrus)는 플라톤이 60세경에 지은 작품으로, 아름다운 강변 숲속에서 이루어지는 파이드로스와 소크라테스의 대화이다. 전반에서는 인간 영혼의 편력과 참된 에로스가 무엇인가를 공상력이 풍부한 신화적 비유를 구사해서 묘사한다. 후반의 웅변술 비판에서는 문학의 본질에 대한 깊은 통찰이 제시되고 있다. 아름다운 자연의 정경과 하늘을 찌를 듯한 상상력 등 플라톤의 대화문학 가운데서 으뜸가는 작품이다.

## 같이 보기
- 동굴의 우화
- 플라톤주의
- 조너선 하이트
- 플라톤의 우화 해석

## 읽어보기
- 《파이드로스 - 원제 Phaidros 정암학당 플라톤 전집 14》, 김주일(옮김), 이제이북스, 2012.
- 《파이드로스/메논 - 원제 Phaedrus Menon》, 천병희(옮김), 도서출판 숲, 2013.
- 《플라톤의 향연 / 파이드로스 / 리시스 - 원제 Symposion / Phaidros / Lysis》, 박종현(옮김), 서광사, 2016.